# (2660) Wasserman
(2660) Wasserman est un astéroïde de la ceinture principale.

## Description
(2660) Wasserman est un astéroïde de la ceinture principale. Il fut découvert le 21 mars 1982 à la station Anderson Mesa par Edward L. G. Bowell. Il présente une orbite caractérisée par un demi-grand axe de 2,62 UA, une excentricité de 0,17 et une inclinaison de 12,3° par rapport à l'écliptique.

## Compléments